# Gai Antoni Híbrida
Gai Antoni (en llatí: Gaius Antonius M. f. C. n.) anomenat Híbrida (llatí: Hybrida, 'híbrid') perquè era, segons Plini, homo semiferus, un home monstruós. Hibrida també significa mestís, de sang mesclada, de pares de diferent condició social.
Va ser amic de Catilina i saquejador de Macedònia. Era el segon fill d'Antoni l'orador i oncle de Marc Antoni el triumvir. Va florir els dos primers terços del segle i aC. Formava part de la gens Antònia.
Va acompanyar a Sul·la a la guerra contra Mitridates VI Eupator del Pont i a la tornada de Sul·la a Roma l'any 83 aC, es va quedar a Grècia amb part de l'exèrcit i va saquejar el país. Juli Cèsar el va acusar d'haver oprimit Grècia (76 aC). L'any 70 aC va ser expulsat del Senat pels censors, però aviat va ser readmès.
Va exercir la magistratura d'edil amb una reconeguda esplendor. Després va ser pretor (65 aC) i cònsol (63 aC) juntament amb Ciceró. Va participar molt probablement a la conspiració de Catilina. Ciceró el va guanyar al seu bàndol quan li va prometre el proconsolat de Macedònia on podia obtenir més botí que a la Gàl·lia, i a canvi va haver d'aixecar un exèrcit contra Catilina. Però el dia del combat, com que no volia enfrontar-se al seu amic Catilina, va deixar el comandament al seu llegat Marc Petrei.
Després de la guerra, l'any 62 aC va anar a Macedònia, que va barrejar de manera tan vergonyosa que el Senat el va cridar el 61 aC. Ciceró el va defensar, cosa que va fer pensar que els dos homes estaven d'acord i fins i tot que s'havien de repartir el botí.
L'any 60 aC Gai Antoni va ser substituït a Macedònia per Octavi, el pare del futur emperador August, i quan va tornar a Roma va ser acusat altra vegada pel saqueig de Macedònia. I a més a més va ser acusat també de participar en la conspiració de Catilina. Ciceró el va tornar a defensar l'any 59 aC, però va ser condemnat i es va retirar a Cefal·lènia, que va considerar una possessió personal i fins i tot va començar a construir una ciutat.
Probablement Cèsar el va fer tornar de l'exili cap a Roma, abans del 44 aC, car aquell any ja era a la ciutat. Va ser censor el 42 aC, juntament amb Publi Sulpici Rufus.